# Franz Heitgres
Franz Heitgres (* 23. Oktober 1906 in Hamburg; † 12. November 1961 ebenda) war ein deutscher Politiker (KPD) und Senator in Hamburg.

## Leben
Heitgres trat im Jahr 1928 in die KPD ein und war Mitglied in der Bezirksleitung Wasserkante des KJVD. Des Weiteren war er Vorsitzender der Roten Sportbewegung Wasserkante. Zu seinen Aufgaben gehört auch die Herausgabe der Zeitung „Roter Nordsport“. Im Jahr 1932 wurde er wegen politischer Differenzen mit der KPD-Leitung von dieser Aufgabe entbunden und aus der Partei ausgeschlossen.
In der Zeit des Nationalsozialismus wurde er wegen seiner politischen Überzeugung für zwei Jahre im Konzentrationslager Neuengamme inhaftiert. In der Bundesrepublik war er bis 1950 Vorsitzender des Komitees ehemaliger politischer Gefangener, dem Hamburger Landesverband der Vereinigung der Verfolgten des Naziregimes.
Als Leiter des Amtes für Wiedergutmachung und Flüchtlingshilfe gehörte er vom 13. November 1945 bis zum 15. November 1946 dem von der britischen Besatzungsmacht ernannten Senat Petersen an. Im Jahr 1946 gehörte er auch der ernannten Hamburgischen Bürgerschaft an. Wegen Kritik an der Lage in der Sowjetischen Besatzungszone wurde er im Jahr 1954 aus der KPD ausgeschlossen und trat in die SPD ein. Begründet wurde der Ausschluss mit „systematischer Zersetzungsarbeit und einer feindseligen Haltung gegen den Parteivorstand“.